# Theridion timpanogos
Theridion timpanogos là một loài nhện trong họ Theridiidae.
Loài này thuộc chi Theridion. Theridion timpanogos được Herbert Walter Levi miêu tả năm 1957.